# Amanda Weltman
Amanda Weltman, née en 1979, est une physicienne sud-africaine. Elle est connue pour avoir émis, à 24 ans, avec d'autres physiciens, la théorie dite du caméléon  pour expliquer l'existence de l'énergie noire. Elle est chercheuse à l'Université du Cap.

## Biographie
Elle est née en 1979 à Cape Cod, dans le Massachusetts aux États-Unis. Ses parents s’installent en Afrique du Sud alors qu’elle a deux mois. Elle passe son enfance à Johannesbourg et au Cap. Elle est attirée par la physique lorsqu'elle est étudiante à l’Université du Cap. 
Weltman se fait connaître lorsqu'elle co-écrit en 2004, avec Justin Khoury, un article intitulé Chameleon Cosmology, qui propose une théorie pour expliquer l’énergie noire,. Elle est alors une étudiante de 24 ans à l’Université Columbia de New York. Khoury et Weltman émettent l’hypothèse de l'existence d'une nouvelle force qui conduit à l’expansion de l’univers, et qui change selon l'environnement dans lequel elle se trouve. Ils mettent en équation cette hypothèse. Cette énergie serait faible lorsque les particules sont entassées ensemble, et forte lorsqu'elles sont très éloignées les unes des autres,. Ainsi, cette théorie suggère que dans les régions où la matière est relativement dense, cette force caméléon est difficile à détecter ; mais dans les régions vides, elle agit pour séparer les corps et étendre l'univers. Plusieurs équipes ont proposé en 2014/2015 des méthodes d’expérimentations de cette théorie, sans pour autant parvenir pour l’instant à la confirmer.
Elle vit avec son mari Jeff Murugan, théoricien de la théorie des cordes à l’université du Cap. Elle l'a rencontré en 1999. Ils ont deux enfants. « Quand j'étais enceinte, je me sentais un peu sur la défensive et coupable, comme si j'admettais que ma vie personnelle était importante pour moi en ayant un enfant »,confie-t-elle. « En physique, tu es censé consacrer ta vie, ton sang, ta chair, à 100% à ta recherche ». Elle et son mari prennent tous les deux des congés pour s'occuper de leurs enfants et se rendent fréquemment à des conférences en famille.
En 2009, elle obtient son doctorat en physique théorique à l'Université Columbia. Elle y est supervisée par le physicien théoricien Brian Greene]. Elle a également fait des recherches post-doctorales à l'Université de Cambridge avant de retourner en Afrique du Sud. Son travail post-doctoral était mené avec le physicien Stephen Hawking,.

## Prix et distinctions
- National Women in Science award for the Best Emerging Young Researcher in the Natural Sciences and Engineering, en 2009[2] ,[1].
- Médaille Meiring Naudé, de la Société royale d'Afrique du Sud en 2011[1],[2].
- NSTF-BHP Billiton, TW Kambule Award[2].
- Médaille du jubilé d'argent de l’Institut sud-africain de physique[2]
- Young Researcher award, de la faculté des sciences de l’Université du Cap en 2010[1].